# Штрауфхајн
Штрауфхајн (њем. Straufhain) општина је у њемачкој савезној држави Тирингија. Једно је од 43 општинска средишта округа Хилдбургхаузен. Према процјени из 2010. у општини је живјело 2.943 становника. Посједује регионалну шифру (AGS) 16069049.

## Географски и демографски подаци
Штрауфхајн се налази у савезној држави Тирингија у округу Хилдбургхаузен. Општина се налази на надморској висини од 315 метара. Површина општине износи 57,4 km². У самом мјесту је, према процјени из 2010. године, живјело 2.943 становника. Просјечна густина становништва износи 51 становника/km².

## Међународна сарадња
| Мјесто | Држава    | Врста сарадње | Од    |
| ------ | --------- | ------------- | ----- |
|        | Француска | контакт       | 2000. |
|        | Чешка     | контакт       | 2000. |
| Извор  |           |               |       |